# ジョージ・ゴシップ

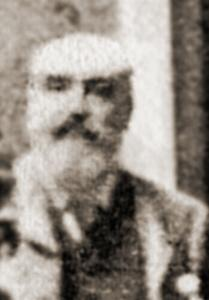
ジョージ・ゴシップ

ジョージ・ハットフィールド・ディングリー・ゴシップ（George Hatfeild Dingley Gossip 1841年12月6日 -  1907年5月11日）は、アメリカおよびイングランド人のチェスプレイヤー。およびチェスにかんする作家。
ジョージはイギリスおよび国際的なチェスのトーナメントに1870年から1895年まで参加した。最も強いトーナメントが最後となったため、作家のG・H・ディグルは彼を「the King of Wooden Spoonists」と呼んだ。
The Chess-Player's Manual: A Complete Guideという900ページにおよぶ論文を1874年に作り、多くの評論家により受け入れられている。